# Resolutie 882 Veiligheidsraad Verenigde Naties
Resolutie 882 van de Veiligheidsraad van de Verenigde Naties is unaniem aangenomen op 5 november 1993, en verlengde de ONUMOZ-vredesmacht in Mozambique met een half jaar.

## Achtergrond
Nadat Mozambique onafhankelijk was geworden van Portugal kwam de communistische verzetsbeweging FRELIMO aan de macht. Die kreeg al snel de anti-communistische RENAMO tegen zich, waarmee er een burgeroorlog was begonnen die vijftien jaar zou duren. In 1992 kwamen beide partijen na jarenlange onderhandelingen tot een vredesakkoord.

## Inhoud

### Waarnemingen
De Veiligheidsraad herhaalde het belang van het Algemeen Vredesakkoord voor Mozambique en dat alle partijen hun verplichtingen erin tijdig moesten nakomen. De Raad loofde ook de inspanningen van secretaris-generaal Boutros Boutros-Ghali, zijn Speciale Vertegenwoordiger en de ONUMOZ-vredesmissie. De Raad was verder tevreden over het positieve voorloop. Zo waren hadden directe gesprekken plaatsgevonden tussen de president van Mozambique en die van het FRELIMO-verzet, en was op 3 september een akkoord bereikt. Doch bleven de vertragingen bij de uitvoering van het Algemeen Vredesakkoord reden tot ongerustheid. Pogingen om tijd te winnen of nieuwe voorwaarden te verbinden aan de vrede waren onaanvaardbaar.

### Handelingen
Voor de Veiligheidsraad was het cruciaal dat nog voor november 1994 verkiezingen plaatsvonden. De Raad verwelkomde het feit dat de partijen akkoord gingen met het herziene tijdsschema voor het Vredesakkoord en drong er bij
hen op aan dat nu na te komen. Ook moesten ze beginnen met het verzamelen en demobiliseren van hun troepen, wat tegen mei 1994 moest zijn afgerond. Nog werd de vooruitgang met de vorming van de Mozambikaanse Defensiemacht en
de omleiding van diens troepen in Nyanga opgemerkt. Verder waren ook de richtlijnen voor de Wapenstilstandscommissie, die de troepenbewegingen beheerde, goedgekeurd, wat werd verwelkomt. Ook de Nationale Administratiecommissie, de Nationale Commissie Politiezaken en de Informatiecommissie moesten zo snel mogelijk in werking worden gesteld.
De secretaris-generaal kreeg toestemming om zo snel mogelijk de 128 politiewaarnemers, die met resolutie 797 waren goedgekeurd, in te zetten.
Het was van belang dat de partijen vooruitgang maakten door specifiek:
- een kieswet goed te keuren en een verkiezingscommissie op te zetten tegen 30 november;
- te beginnen met het samentrekken van troepen in de verzamelgebieden;
- de helft van de troepen te demobiliseren tegen 31 maart 1994;
- de integratie in de Mozambikaanse Defensiemacht tegen augustus 1994 voltooien.

De Veiligheidsraad besloot het mandaat van de ONUMOZ-missie met zes maanden te verlengen. Het mandaat zou wel binnen de negentig dagen herzien worden op basis van een rapport van de secretaris-generaal, die gevraagd werd tegen 31 januari 1994 en vervolgens om de drie maanden te rapporteren over de vooruitgang in de uitvoering van het vredesakkoord en ONUMOZ-mandaat.
De internationale gemeenschap werd om een financiële bijdrage aan het vredesakkoord, de te houden verkiezingen en het humanitaire programma gevraagd. Bij de partijen werd erop aangedrongen de humanitaire hulp niet te hinderen en samen te werken met de UNHCR en andere hulpagentschappen aan de terugkeer en huisvesting van vluchtelingen en ontheemden.

## Verwante resoluties
- Resolutie 863 Veiligheidsraad Verenigde Naties
- Resolutie 879 Veiligheidsraad Verenigde Naties
- Resolutie 898 Veiligheidsraad Verenigde Naties (1994)
- Resolutie 916 Veiligheidsraad Verenigde Naties (1994)

Lijst ·  800 ·  801 ·  802 ·  803 ·  804 ·  805 ·  806 ·  807 ·  808 ·  809 ·  810 ·  811 ·  812 ·  813 ·  814 ·  815 ·  816 ·  817 ·  818 ·  819 ·  820 ·  821 ·  822 ·  823 ·  824 ·  825 ·  826 ·  827 ·  828 ·  829 ·  830 ·  831 ·  832 ·  833 ·  834 ·  835 ·  836 ·  837 ·  838 ·  839 ·  840 ·  841 ·  842 ·  843 ·  844 ·  845 ·  846 ·  847 ·  848 ·  849 ·  850 ·  851 ·  852 ·  853 ·  854 ·  855 ·  856 ·  857 ·  858 ·  859 ·  860 ·  861 ·  862 ·  863 ·  864 ·  865 ·  866 ·  867 ·  868 ·  869 ·  870 ·  871 ·  872 ·  873 ·  874 ·  875 ·  876 ·  877 ·  878 ·  879 ·  880 ·  881 ·  882 ·  883 ·  884 ·  885 ·  886 ·  887 ·  888 ·  889 ·  890 ·  891 ·  892